# Бейли, Донован
До́нован Бе́йли (англ. Donovan Bailey; р. 16 декабря 1967, Манчестер, Ямайка  — канадский легкоатлет-спринтер, олимпийский чемпион 1996 года на дистанции 100 метров и в эстафете 4×100 метров, трёхкратный чемпион мира. Член Канадского зала спортивной славы с 2004 года.

## Биография
Донован Бейли родился в приходе Манчестер на Ямайке в 1967 году. В 1981 году эмигрировал в Канаду. Он рано начал карьеру в финансовой сфере и работал консультантом по недвижимости, маркетингу и инвестициям, но с 1991 года начал заниматься спринтерским бегом, постепенно ставшим главным занятием в его жизни.
Уже в 1994 году Бейли в составе сборной Канады выиграл эстафету 4×100 метров на 1995 году на Играх Британского Содружества и Всемирных франкофонных играх. На чемпионате мира в Гётеборге он дважды поднимался на верхнюю ступень пьедестала, победив на дистанции 100 метров и в эстафете 4×100 метров в составе сборной Канады. В начале следующего года в Рино (штат Невада) он установил мировой рекорд на самой короткой беговой дистанции — 50 метров, который не побит уже более 15 лет. На Олимпийских играх в Атланте он снова завоевал две золотых медали, на стометровке и в эстафете 4×100 м. В финале забега на 100 метров он установил мировой рекорд — 9,84, что было на пять сотых секунды хуже времени, показанного Беном Джонсоном за восемь лет до этого в Сеуле (однако результат Джонсона был аннулирован, а сам он дисквалифицирован за употребление допинга). Таким образом Бейли стал одновременно чемпионом мира, олимпийским чемпионом и рекордсменом мира на дистанции 100 метров — вторым в истории после Карла Льюиса.
После Олимпийских игр мировой рекордсмен и двукратный олимпийский чемпион на дистанциях 200 и 400 метров Майкл Джонсон начал называть себя в рекламных роликах самым быстрым человеком в мире. Поначалу Бейли либо игнорировал эти заявления, либо отвечал интервьюерам, что «самый быстрый человек в мире» был определён в Атланте. В итоге он, однако, дал себя уговорить и согласился на показательный забег на промежуточную дистанцию 150 метров между ним и Джонсоном. Забег, транслировавшийся по телевидению, прошёл 31 мая 1997 года в торонтском спорткомплексе SkyDome. Однако ожидавшейся борьбы между двумя мировыми рекордсменами не получилось: в районе 110-метровой отметки отстававший Джонсон захромал и сошёл с дистанции (позже оказалось, что он получил травму четырёхглавой мышцы левой ноги). Бейли закончил бег с результатом 14,99 и получил приз в размере миллиона долларов.
На чемпионате мира того же года в Афинах Бейли завоевал третье подряд «золото» в эстафете 4×100 м, но на 100-метровой дистанции уступил первое место Морису Грину. После этого у него начались травмы: сначала перелом, затем разрыв ахиллова сухожилия, и его карьера фактически подошла к концу. Он ещё принял участие в Олимпиаде 2000 года в Сиднее, но не сумел даже выйти в полуфинал. Официально он завершил выступления в 2001 году.
Рекорд Бейли на дистанции 100 метров был побит в 1999 году. Он оставался олимпийским рекордсменом на этой дистанции до 2008 года. В 2004 году он был включён в списки Канадского зала спортивной славы, а в 2008 году удостоился этой чести вторично — как член эстафетной сборной.
После окончания спортивной карьеры Бейли вернулся в финансовую сферу, основав компанию по торговле недвижимостью. Он также активно занимается благотворительностью и социальными инициативами, основав Фонд Донована Бейли, в цели которого входит помощь молодым спортсменам. Среди прочего Бейли также включён в совет директоров организации ParticipACTION, пропагандирующей здоровый образ жизни и занятия спортом.

## Лучшие результаты
| Дистанция | Результат | Дата           | Место                   |
| --------- | --------- | -------------- | ----------------------- |
| 50 м      | 5,56      | 9 февраля 1996 | Рино, США               |
| 60 м      | 6,51      | 8 февраля 1997 | Маэбаси, Япония         |
| 100 м     | 9,84      | 27 июля 1996   | Атланта, США            |
| 150 м     | 15,01     | 29 июня 1997   | Шеффилд, Великобритания |
| 200 м     | 20,42     | 2 июля 1998    | Люцерн, Швейцария       |

1. 1 2  В помещениях
2. ↑  14,99 в забеге 31 мая против Майкла Джонсона